# Червоноградська міська громада
Червоноградська міська громада — територіальна громада в Україні, в Шептицькому районі Львівської області. Адміністративний центр — місто Шептицький. Не зважаючи на перейменування адміністративного центру, територіальна громада не була перейменована, оскільки наразі відсутні правові підстави і механізми для перейменування територіальних громад.

## Населені пункти
У складі громади 14 населених пунктів — 2 міста (Соснівка і Шептицький), селище Гірник та 11 сіл:
- Бендюга
- Бережне
- Борятин
- Волсвин
- Городище
- Добрячин
- Межиріччя
- Острів
- Поздимир
- Рудка
- Сілець